# Henry Cangá
Henry Cangá (* Esmeraldas, Ecuador, 20 de junio de 1987) es un futbolista ecuatoriano, juega de defensa central y su equipo actual es el CD El Nacional de la Serie B de Ecuador.

## Clubes
| Club                 | País    | Año         |
| -------------------- | ------- | ----------- |
| Deportivo Cuenca     | Ecuador | 2008        |
| Estrella Roja        | Ecuador | 2008        |
| Deportivo Cuenca     | Ecuador | 2009 - 2012 |
| Universidad Católica | Ecuador | 2013 - 2016 |
| Delfín S.C.          | Ecuador | 2017        |

## Palmarés

### Campeonatos nacionales
| Título             | Club                 | País    | Año  |
| ------------------ | -------------------- | ------- | ---- |
| Serie A de Ecuador | Delfín Sporting Club | Ecuador | 2019 |

### Participaciones internacionales
| Torneo                 | Club                 | Resultado      |
| ---------------------- | -------------------- | -------------- |
| Copa Sudamericana 2014 | Universidad Católica | Segunda Fase   |
| Copa Sudamericana 2015 | Universidad Católica | Primera Fase   |
| Copa Sudamericana 2016 | Universidad Católica | Primera Fase   |
| Copa Libertadores 2018 | Delfín SC            | Fase de grupos |
| Copa Sudamericana 2020 | El Nacional          | Primera Fase   |